# Bateau-Lavoir
A Bateau-Lavoir (Hajó-mosoda) neves párizsi műterem-együttes. A 19. század végén egy nyomorúságos épület volt a párizsi Montmartre-on, a Rue Ravignan 13. szám alatt, a mai Émile Goudeau téren. Nevét Max Jacob költőtől kapta. Jelentősége azért nagy és emlékezete azért maradt fenn, mert a 19–20. század fordulóján jelentős avantgárd művészek laktak és alkottak itt, akik komoly hatással voltak a modern művészet alakulására, falai között született meg a kubizmus is. Az épületet állítólag bontási anyagból származó deszka- és gerendahulladékokból eszkábálták össze, talán életveszélyes is volt. Akkoriban „kelepce háznak” (Maison du Trappeur) is nevezték. Újjáépített részei még ma is állnak, változatlanul műtermekként szolgálnak.

## Története

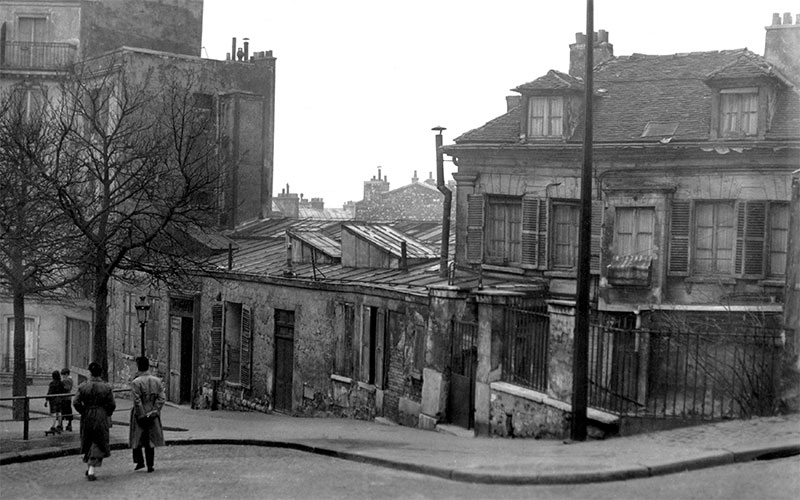
A Bateau-Lavoir 1910 körül

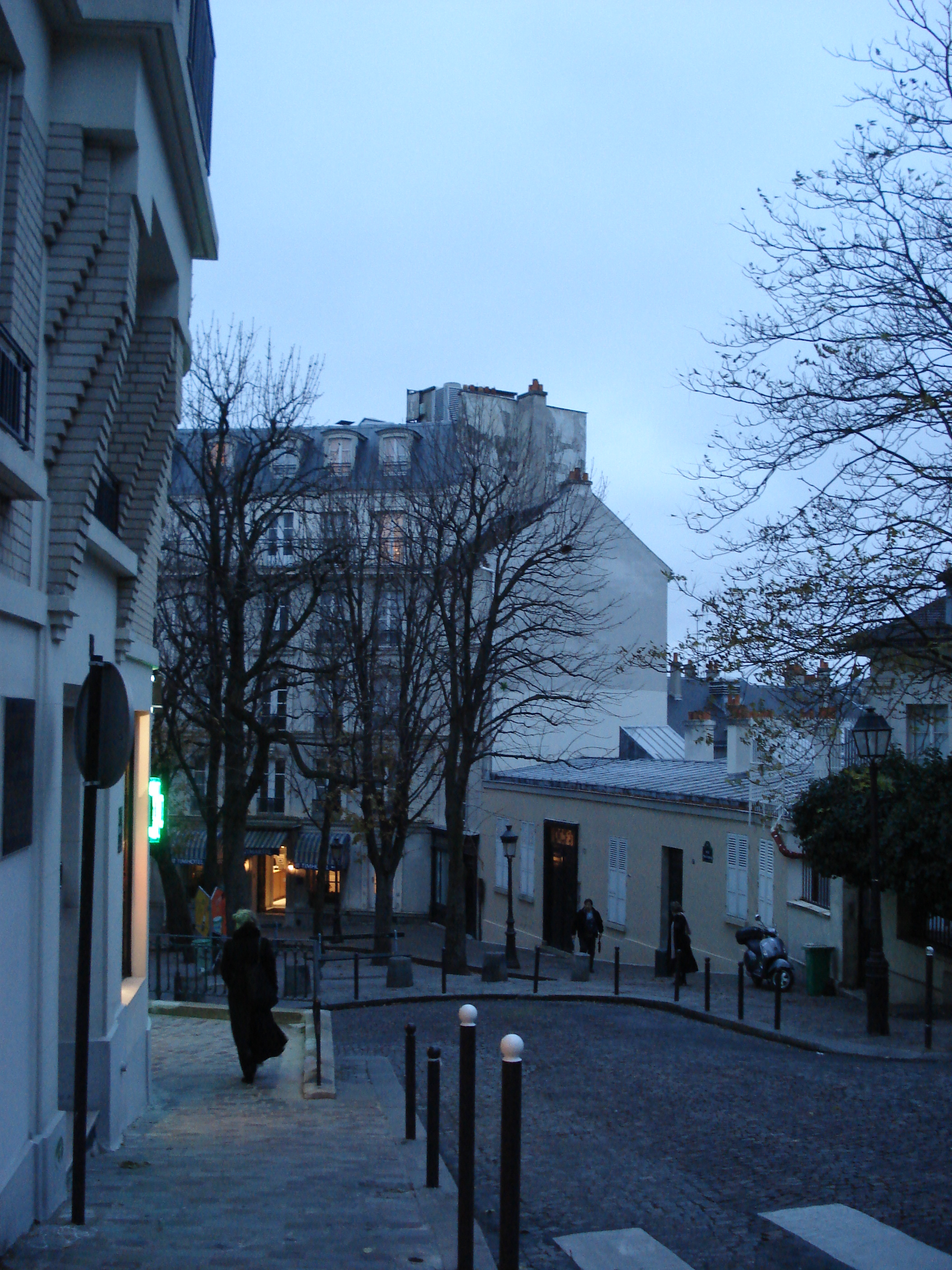
Az utcakép 2006-ban

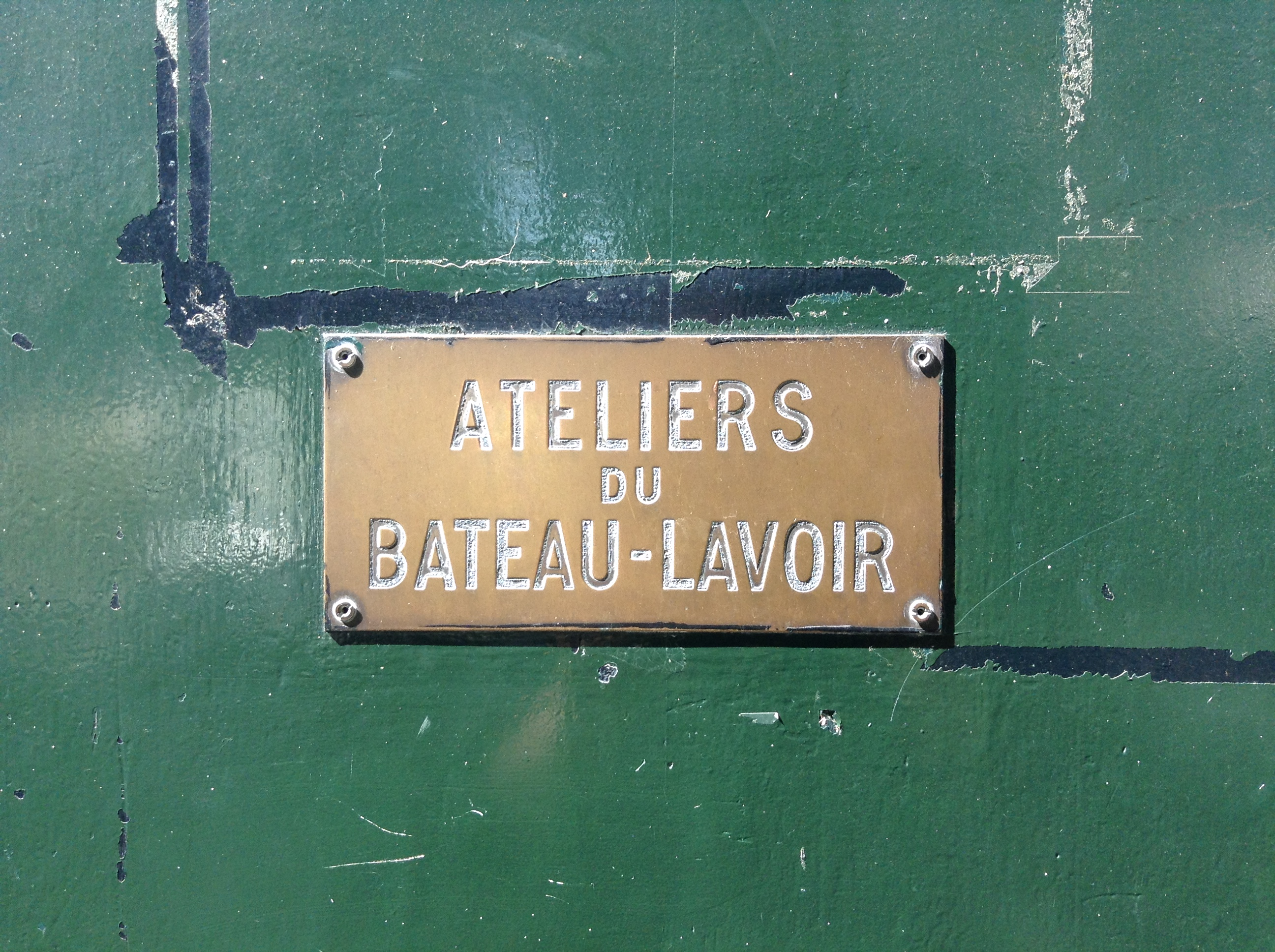
A bejáratot díszítő réztábla (2016)

Az épületet eredetileg 1860 táján egy zongoragyártó iparos építette félig fából, mely egy bedőlt kőbánya falának támaszkodott. A meredek utcára épült ház elülső homlokzata földszintes, hátsó homlokzata már két emelet magasan igazodott a dombhoz. Az 1880-as években a különböző szintű, elhagyott zongoragyárat tulajdonosa, Maillard, egyszobás, üvegtetővel ellátott lakásokra osztotta.1889-ben így mintegy 20 műteremlakást alakított ki. Nevét, Bateau-Lavoir (Hajó-mosoda), Max Jacobtól kapta, a név első felére a magyarázat, hogy úgy nyíltak a keskeny folyosóról a fűtetlen szobák, mint egy gőzösön a kajütök, a név második fele – mosoda – inkább ironikus szülemény lehetett, mivel az egész házban pusztán egyetlen vízcsap akadt, bár utalhatott az ott száradó ruhákra is.
Az akkor még idillikusan békés helyen, a Montmartre lejtőjén levő, ugyanakkor sötét és piszkos helyiségekbe először egy Maxime Maufra nevű festő költözött be az 1890-es évek elején, és itt fogadta barátait, például Aristide Briand-t és Paul Doumer-t, akik lapot alapítottak. Addig – van Dongenen kívül – egy mosónő, egy zöldségárus és egy öreg képrestaurátor lakott itt. Az első nevesebb festő, aki ide költözött, Kees van Dongen volt a századfordulón, majd 1904-ben Pablo Picasso, 1904-től 1909-ig élt itt, és még 1912-ig műtermet tartott fenn. Emlékei szerint a műterme nyáron kemence, télen jégverem volt, még a víz is megfagyott, az ablakok előtt korhadt zsalugáterek voltak. Ettől kezdődően azonban folyamatosan bohém művészek kezdték elfoglalni az épületet: Pier Mac Orlan, Juan Gris, Salmon, Gargallo, Max Jacob, Pierre Reverdy és mások. Belőlük aztán olyan baráti-művészi közösség alakult ki, aminek híre terjedt a párizsi művészvilágban. Eljárogatott ide Henri Matisse, Georges Braque, André Derain, Raoul Dufy, Marie Laurencin, Amedeo Modigliani, Jean-Paul Laurens, Maurice Utrillo, Jacques Lipchitz, Jean Metzinger, aztán az írói-költői körből Guillaume Apollinaire, Alfred Jarry, Jean Cocteau, Gustave Coquiot, André Warnod, a színészek közül Charles Dullin, Harry Baur, Gaston Modot, a műkereskedők közül Ambroise Vollard, Daniel-Henry Kahnweiler, Berthe Weill és sokan mások. Ebben a pezsgő légkörben bontakozott ki a század legjelentősebb irányzata, a kubizmus, Picasso „Avignoni kisasszonyok”-jának megfestését követően.
Számos emlékezetes esemény fűződik a Bateau-Lavoir-hoz. Az egyik, amikor Modigliani – részegségében – barátai számos festményét megsemmisítette. A másik gyakran emlegetett, a művészettörténetbe is bevonult esemény 1908-ban történt, amikor Picasso egy bohém bankettet rendezett a vámos Henri Rousseau tiszteletére, ekkor a házban lakó fehér szakállú restaurátor játszotta el a művészeti ügyek miniszterének szerepét. A legenda szerint a sok-sok dicsérettől és talán a bortól is megrészegült Rousseau ezt mondta az összejövetel végén Picassónak: „Szó, ami szó, te meg én, mi vagyunk a legnagyobb festők, én a modern, te meg az egyiptomi stílusban.” A banketten a fő helyen az 1908 táján Picasso által egy zsibárusnál öt frankért megvett Rousseau kép, a Női portré (1895), vagy más néven a Yadwigha állt, ezt a festményt Picasso élete végéig megőrizte.

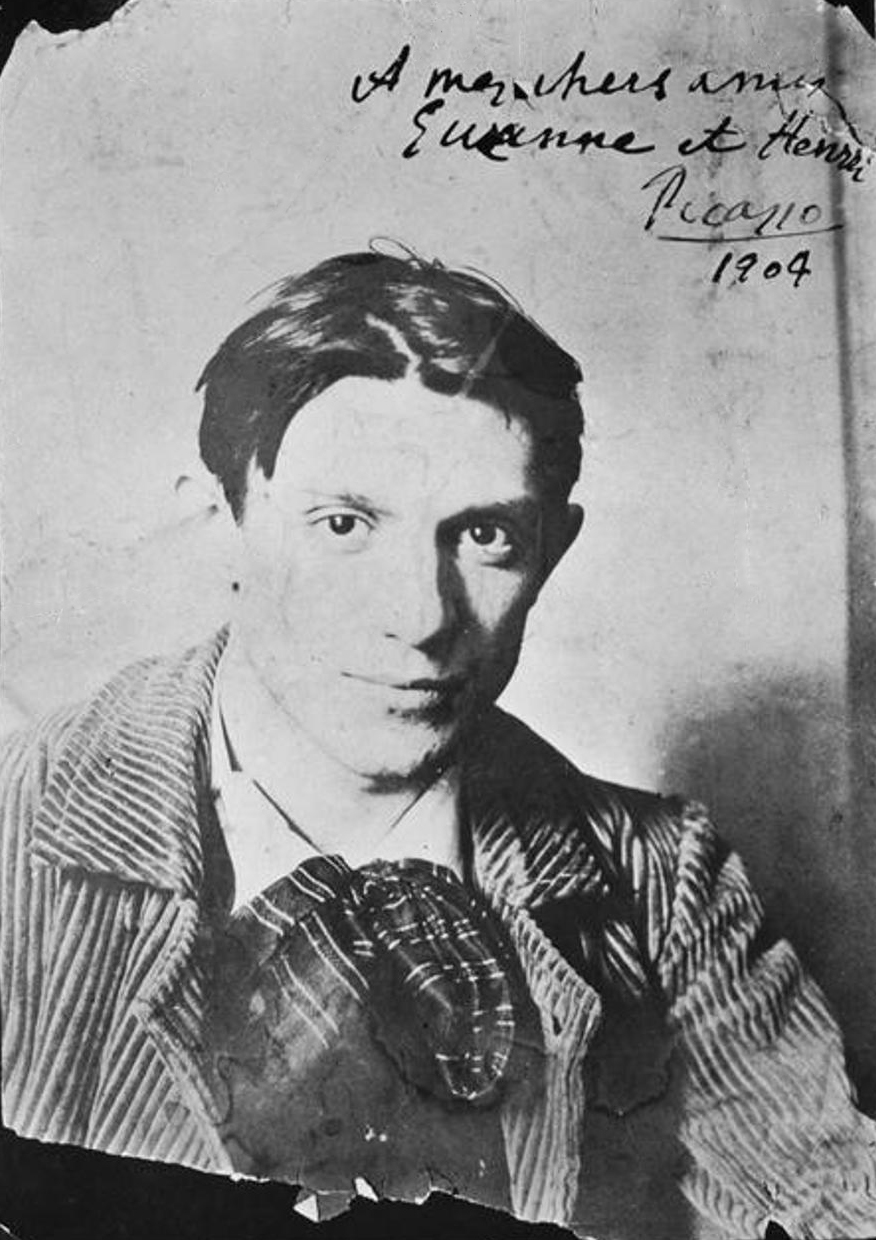
Pablo Picasso, 1904
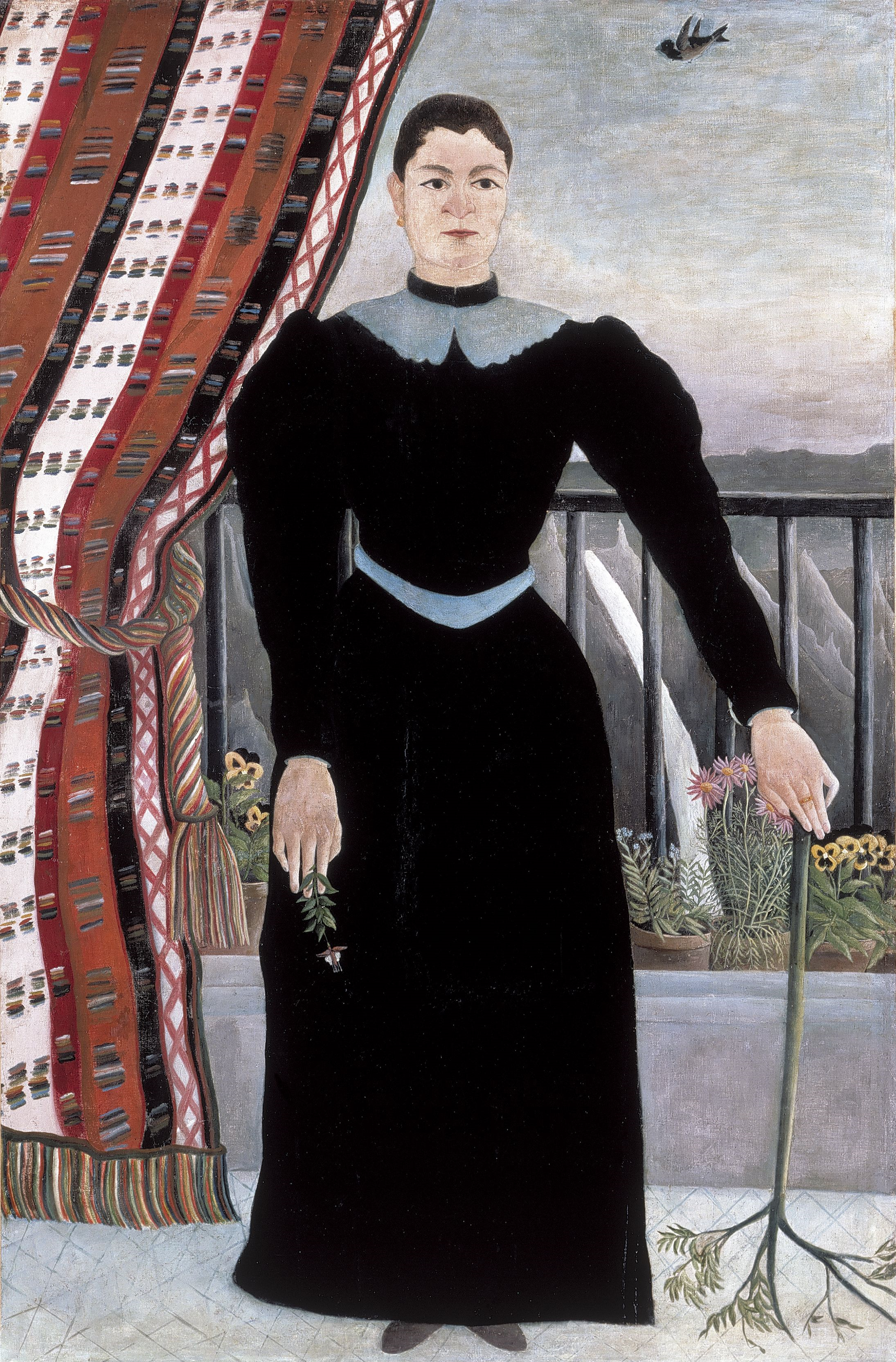
Henri Rousseau: Női portré, (Yadwigha) c. 1895, Picasso Múzeum, Párizs
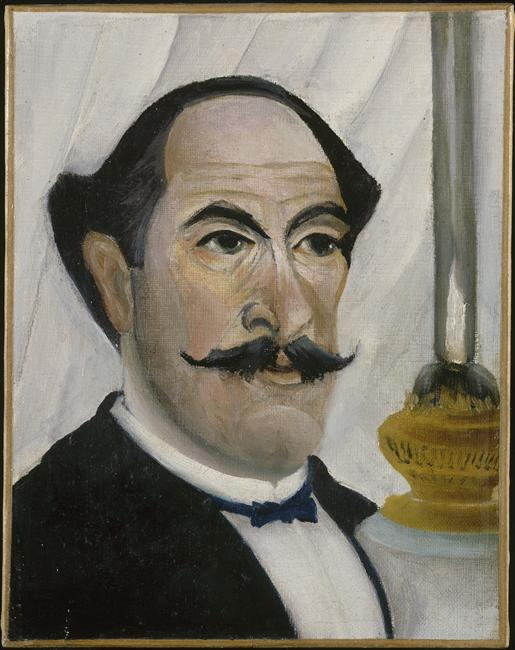
Henri Rousseau: Önarckép 1902/03, Picasso Múzeum, Párizs

Az első világháború kitörése után a festők, művészek elhagyták a Bateau-Lavoir-t, a Montmartre-ról a Montparnasse-ra költöztek, és csak sok évvel később fedezte fel ismét a festők új generációja. Többször leégett, 1970-ben is – egy évvel azután, hogy műemlékvédelem alá helyezték – tűz pusztította, a tűz ekkor már minden régi emléket megsemmisített, csak az épület homlokzata maradt meg. 1978-ban az immár részben betonból rekonstruált épületben 25 műteremlakást alakítottak ki. Az újabb generációk közül több magyar művésznek is volt műteremlakása a Bateau-Lavoir-ban, Rozsda Endre 1979-től haláláig, Csernus Tibor a ’70-es években jutott műteremhez itt.
A mai Émile Goudeau tér a hidropaták irodalmi klubjának alapítójáról, Émile Goudeau íróról kapta nevét, a macskaköves kis téren a fák alatt egy Wallace-ivókút áll.

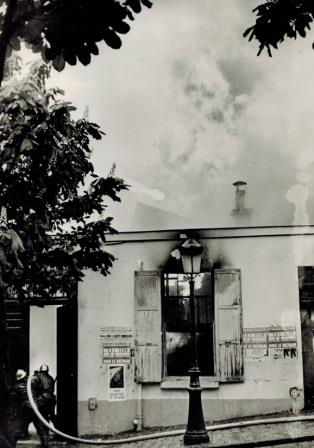
Az 1970-ben az épületben fellobbant tűz
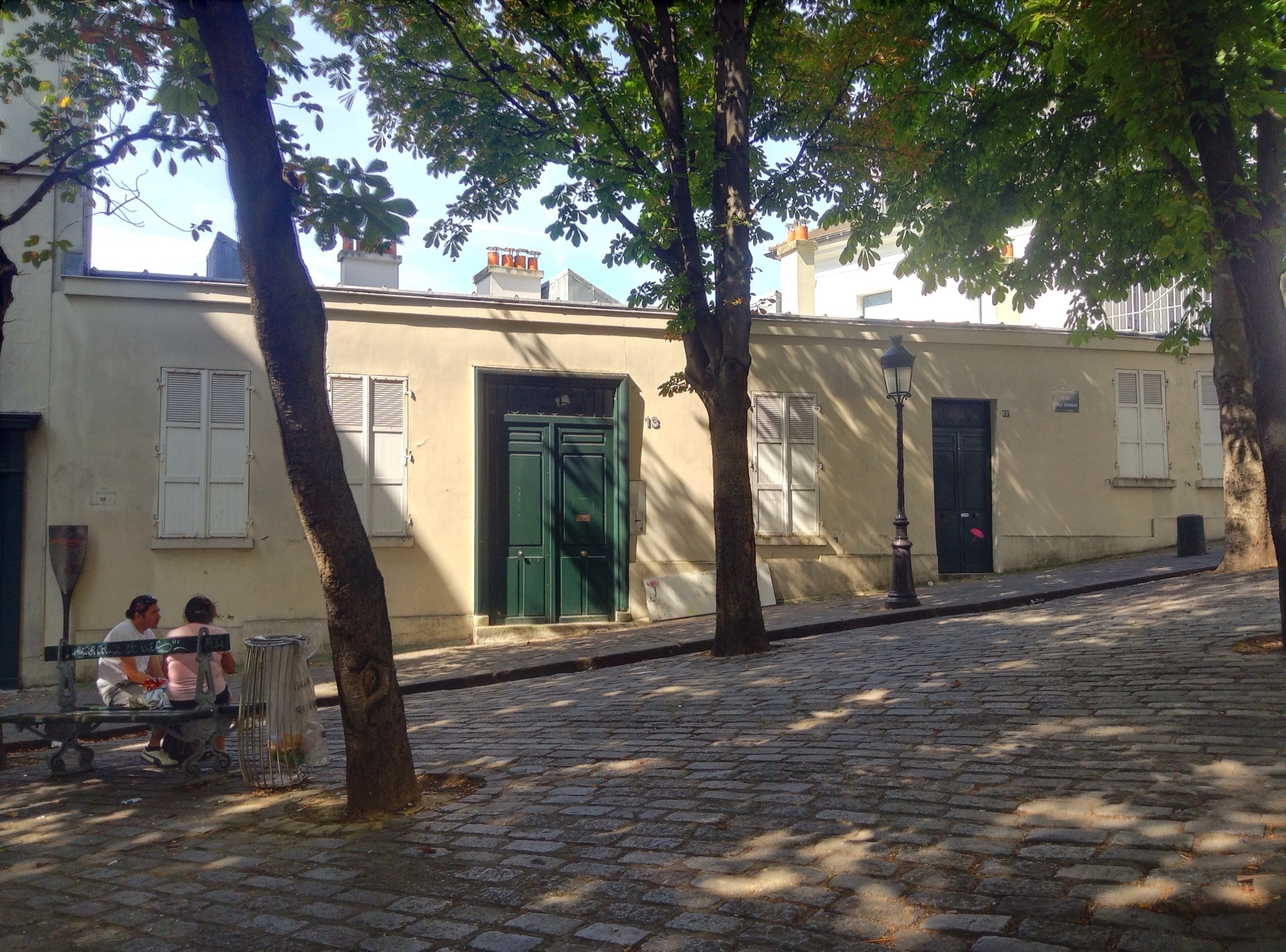
A felújított Bateau-Lavoir 2016-ban – Émile-Goudeau tér 13.
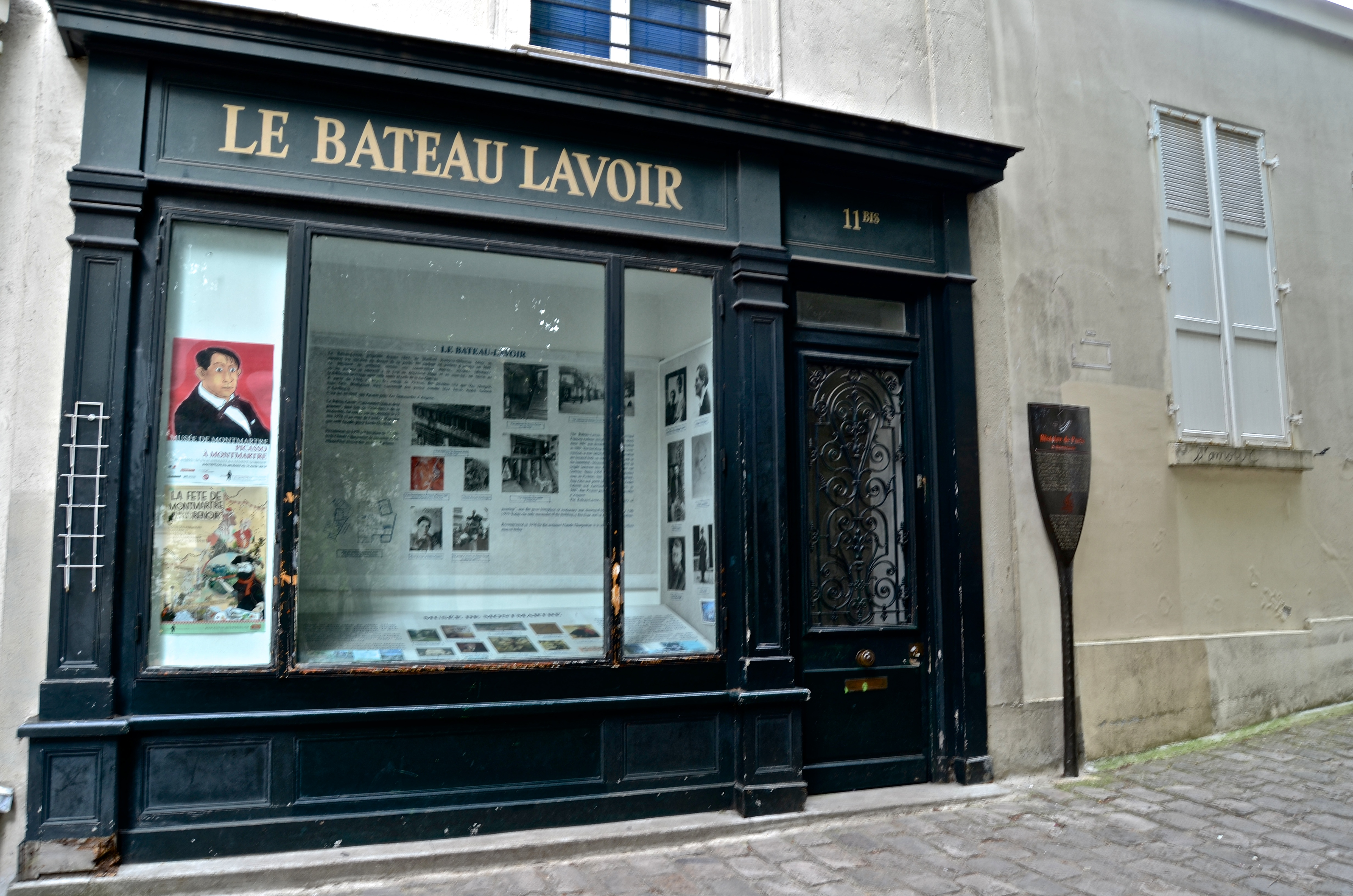
A Bateau-Lavoir bal oldalán lévő épületben – Émile-Goudeau tér 11. -, a műtermek történetét bemutató vitrin

## A Bateau-Lavoir nevezetes lakói

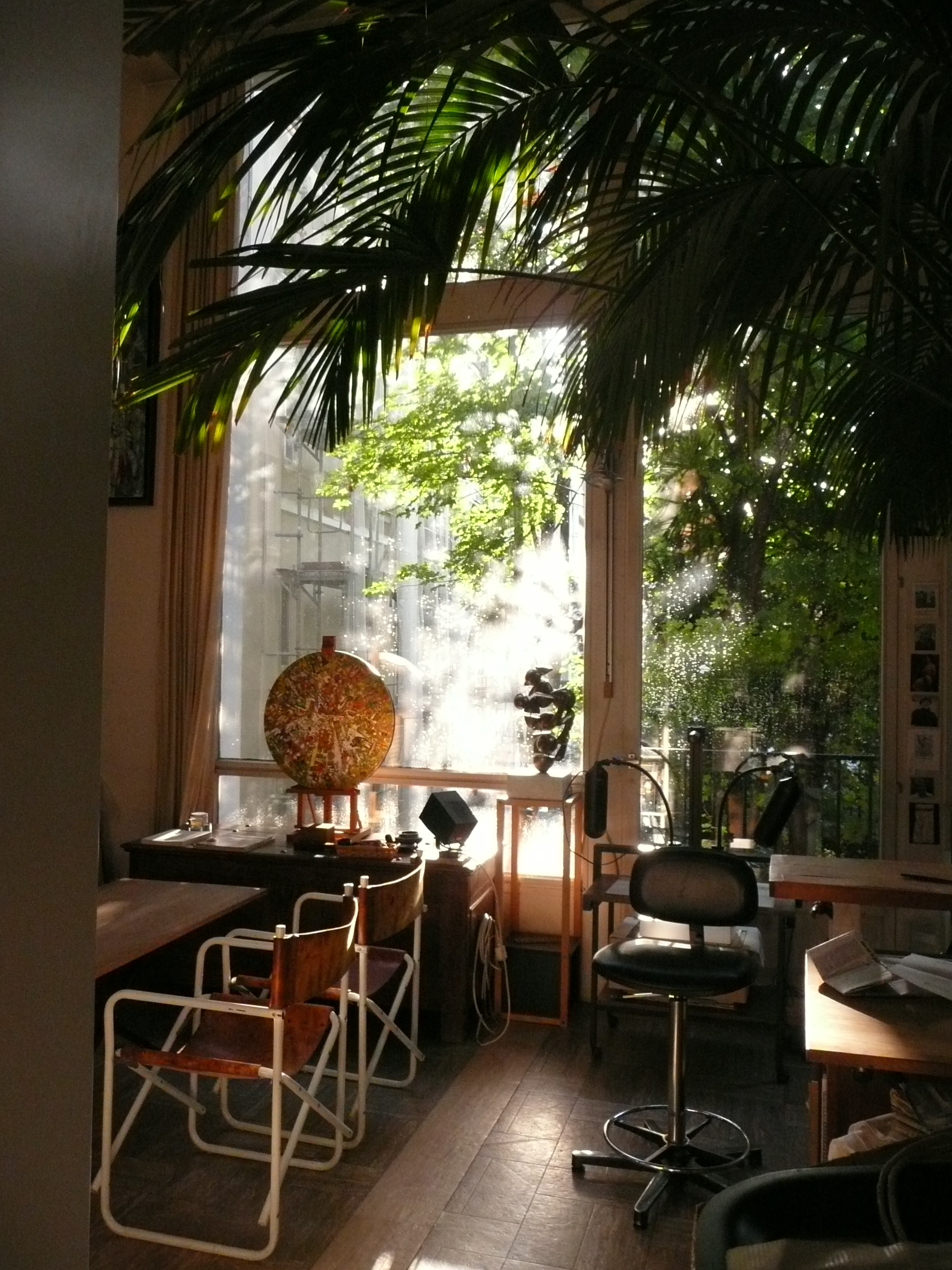
Rozsda Endre műteremlakása (2012)

- Pablo Picasso[8]
- Pablo Gargallo
- Juan Gris
- Max Jacob
- Pier Mac Orlan
- Pierre Reverdy
- Rozsda Endre
- André Salmon
- Kees van Dongen
- Ksenia Milicevic

## További információ
- Jacques Hillairet, Connaissance du vieux Paris, Éditions Princesse, Paris, 1956 (ISBN 2-85961-019-7)
- Jeanine Warnod, Le Bateau-Lavoir : 1892-1914, Bruxelles et Paris, Presses de la connaissance et Weber, coll. « Témoins et témoignages / Histoire », 1975, 163 p. (BNF 34550216)
- Jeanine Warnod, Le Bateau-Lavoir : Berceau de l'art moderne (catalogue de l'exposition, Institut de France, Musée Jacquemart-André, 31 octobre 1975-31 janvier 1976), Paris, Musée Jacquemart-André, 1975, 126 p. (OCLC 729756911, BNF 34557216)
- Jeanine Warnod, Le Bateau-Lavoir, Paris, Mayer, 1986, 191 p. (ISBN 9-78285-299-0173)
- Monique Clerc (auteur), Anne Lemaitre (réalisatrice) et Jean Wiéner (musique), Naissance du cubisme : Le Bateau-Lavoir, Paris, Centre national de documentation pédagogique, coll. « Radiovision RV », 1986, 20 p., 16 diapos et 1 cassette audio (30 minutes) (BNF 38165579)
- Pierre Daix, Picasso au Bateau-Lavoir, Paris, Flammarion, coll. « Histoire d'un jour », 1994, 223 p. (ISBN 2-08-012354-8)
- Le Bateau-Lavoir et La Ruche : Montmartre et Montparnasse, Tokyo, Tokyo Art Institute, 1994 (OCLC 84265642)